# خوليو سيزار دي ليون
خوليو سيزار دي ليون ديلي (بالإسبانية: Julio César de León) (مواليد 13 سبتمبر 1979 في بويرتو كورتيز) لاعب كرة قدم هندوراسي دولي يجيد اللعب في خط الوسط . يلعب حاليا لصالح نادي بارما الإيطالي منذ 2008 .

## روابط خارجية
- خوليو سيزار دي ليون على موقع الاتحاد الدولي (مؤرشف)  (الإنجليزية)
- خوليو سيزار دي ليون على موقع قاعدة بيانات كرة القدم.إي يو (الإنجليزية)
- خوليو سيزار دي ليون على موقع ناشيونال فوتبول تيمز (الإنجليزية)
- خوليو سيزار دي ليون على موقع Soccerway.com (الإنجليزية)
- خوليو سيزار دي ليون على موقع عالم كرة القدم.نت (الإنجليزية)
- خوليو سيزار دي ليون على موقع كووورة
- خوليو سيزار دي ليون على موقع أوليمبيديا (الإنجليزية)